# Anne-Marie Söhrman Fermelin
Ella Ingrid Anne-Marie Söhrman Fermelin, tidigare Söhrman, född 27 augusti 1963 i Kungshamns församling, Göteborgs och Bohus län, är en svensk filmproducent. 

## Biografi
Söhrman Fermelin, som är uppvuxen i Kungshamn och Huddinge kommun, är utbildad vid bland annat Dramatiska Institutet, Stockholms universitet och Skurups folkhögskola. Hon är kortfilmskonsulent på Svenska Filminstitutet. Sedan 2009 är hon universitetslektor vid Filmhögskolan, Göteborgs universitet.
Anne-Marie Söhrman Fermelin är bosatt på Södermalm i Stockholm med man och två barn, födda 1997 och 1999.

## Filmografi roller i urval
- 1996 – Istider
- 2004 – Falla vackert

## Producent i urval
- 1995 – Vi skulle ju bli lyckliga...
- 1999 – To Be Continued
- 2003 – Min skäggiga mamma
- 2004 – Falla vackert